# Wellington, Kanada
Wellington är en ort i Kanada.   Den ligger i provinsen Prince Edward Island, i den östra delen av landet, 900 km öster om huvudstaden Ottawa. Wellington ligger 2 meter över havet och antalet invånare är 409.
Terrängen runt Wellington är platt. Närmaste större samhälle är Summerside, 17,2 km öster om Wellington. 
Omgivningarna runt Wellington är en mosaik av jordbruksmark och naturlig växtlighet. Runt Wellington är det glesbefolkat, med 9 invånare per kvadratkilometer.